# Gonville and Caius College
Il Gonville and Caius College, solitamente chiamato solo Caius (pronuncia:ˈkiːz), è uno dei college dell'Università di Cambridge, una delle principali istituzioni accademiche mondiali.
Il college è stato frequentato da molti studenti illustri, compresi alcuni Premi Nobel. Si distingue in quasi tutte le discipline accademiche, in particolare in economia, storia, letteratura, medicina e nelle scienze.
Il college ammette le donne come studenti e fellows dal 1979. Oggi il college ha quasi 100 fellows, più di 700 studenti e circa 200 dipendenti.
Il Gonville and Caius ammette anche studenti statunitensi e di altri paesi per alcuni programmi di scambio, soprattutto con l'Università del New Hampshire; questi programmi sono meno prestigiosi dei corsi insegnati a Cambridge.

## Storia
Il college fu fondato inizialmente come Gonville Hall, da Edmund Gonville, Rettore di Terrington (Norfolk) nel 1348 ed è perciò il quarto più antico dei college attuali. Alla morte di Gonville, dopo tre anni, il college si ritrovò pressoché in bancarotta. L'esecutore testamentario, William Bateman, vescovo di Norwich, ne prese il posto, donando al college le terre vicine al college che aveva appena fondato, il Trinity Hall e lo rinominò The Hall of the Annunciation of the Blessed Virgin Mary (Collegio dell'Annunciazione della Beata Vergine Maria, costruendo i primi edifici.
Nel XVI secolo il college era caduto in rovina; nel 1557 fu rifondato per Decreto Reale con il nome di Gonville and Caius College dal nome del fisiologo John Caius, il cui vero cognome era Keys prima che egli lo latinizzasse secondo un uso abbastanza diffuso fra le persone di cultura dell'epoca (ovvia quindi la pronuncia "Kiis" sopra ricordata). John Caius fu Master (maestro) del college dal 1559 fino a poco prima della sua morte, nel 1573. Egli fornì al college molti fondi ed estese significativamente i suoi edifici.
Quando era Master, Caius non accettò alcun pagamento, ma insistette in svariate regole inusuali. Insistette affinché il college non ammettesse "sordi, muti, deformi, disabili, invalidi cronici, o gallesi", e costruì una corte con tre lati "nel caso l'aria, a causa del confinamento in uno spazio ristretto, dovesse diventare insana". Caius comunque fondò il college come un centro importante per la medicina, una tradizione mantenuta fino ad oggi.
Verso il 1630, il college si era espanso molto, arrivando a circa 25 fellows e 150 studenti, ma i numeri diminuirono nel secolo successivo, tornando ai livelli del 1630 solo all'inizio del XIX secolo. Da allora il college si è ingrandito molto ed oggi è uno dei più grandi dell'università.
È uno dei college più ricchi, con fondi stimati per circa 78 milioni di sterline (2003).

## Edifici
I primi edifici costruiti nell'attuale sito del college risalgono al 1353, quando il Vescovo Bateman costruì la Gonville Court. La cappella fu aggiunta nel 1393 con la Old Hall (oggi usata come biblioteca), e l'appartamento del Master fu costruito nei successivi 50 anni. La maggior parte della pietra usata per costruire il college proviene dall'abbazia di Ramsey (Cambridgeshire).
Quando fu rifondato da Caius, il college fu espanso e rimodernato. Nel 1565 iniziò la costruzione della Caius Court, egli stesso piantò il viale alberato in quella che oggi viene chiamata Tree Court. Caius fu anche responsabile per la costruzione delle tre porte del college, che simboleggiano il percorso della vita accademica. All'immatricolazione, si arriva alla Porta dell'Umiltà (Gate of Humility, vicina alla portineria). Al centro del college si passa regolarmente attraverso la Porta della Virtù (Gate of Virtue). Finalmente, gli studenti che si laureano passano sotto la Porta dell'Onore (Gate of Honour) per raggiungere la vicina Senate House dove ricevono la laurea.
La Gonville Court fu restaurata secondo un disegno classico negli anni 1750, le attuali biblioteca e hall furono disegnate da Anthony Salvin nel 1854. Su una parete della hall è esposta una bandiera del college che fu sventolata al Polo Sud da Edward Adrian Wilson durante la celebre spedizione del 1912.
La moderna Harvey Court (che prende nome da William Harvey) fu costruita nel 1961 in West Road, progettata da Sir Leslie Martin.

## Le Corti Antiche

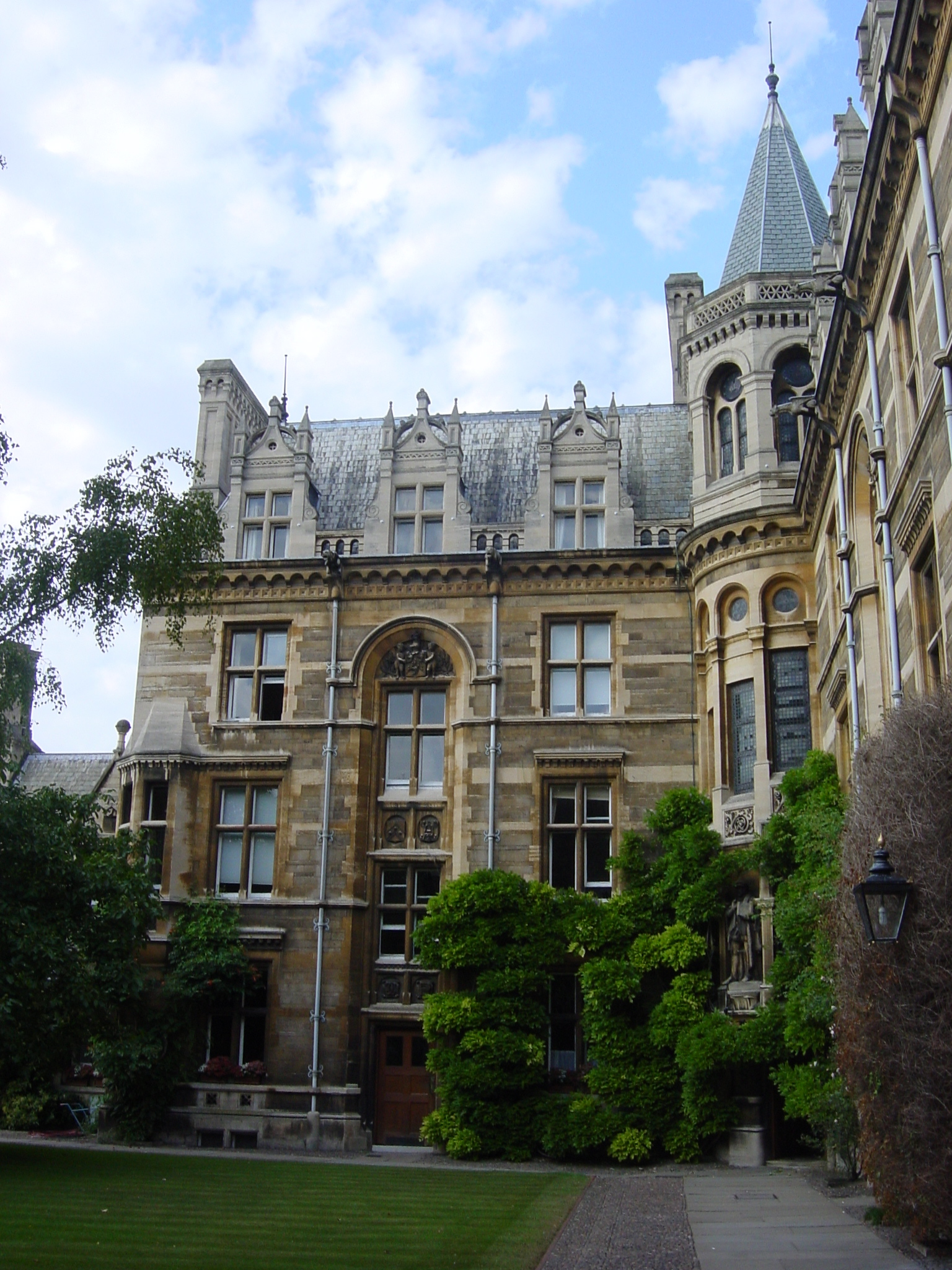
Angolo nord-orientale interno del Waterhouse Building

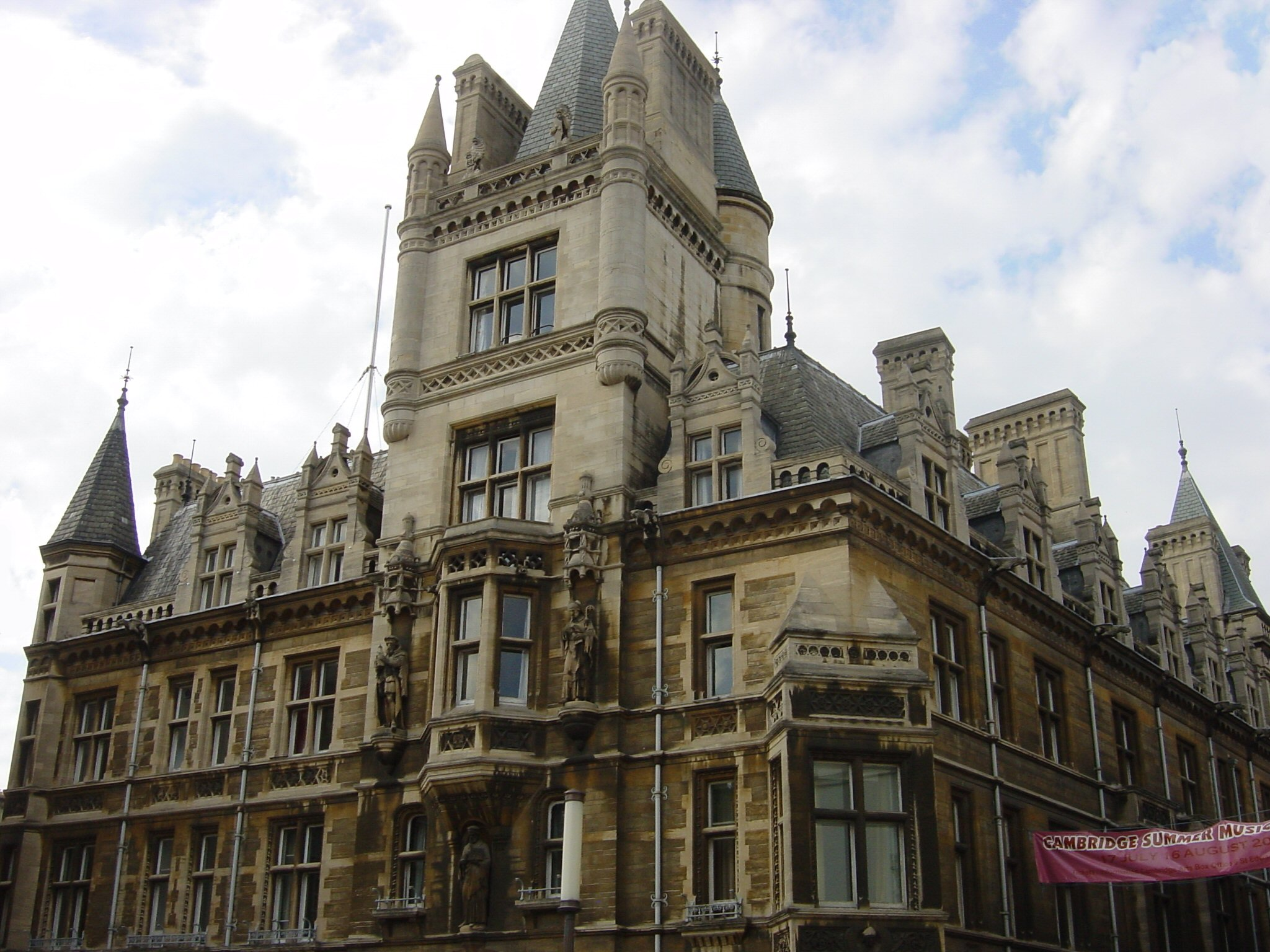
Angolo sud-orientale esterno della Tree Court

La Tree Court è la più grande delle Corti Antiche (Old Courts). Il nome deriva dal fatto che John Caius piantò un filare di alberi in questo luogo. Nonostante nessuno degli alberi originali sia sopravvissuto, ci sono molti alberi, fatto strano per una corte anteriore di Cambridge. L'angolo nord-orientale interno del Waterhouse Building è mostrato sulla sinistra, l'angolo esterno sud-orientale, visto da King's Parade, a destra.

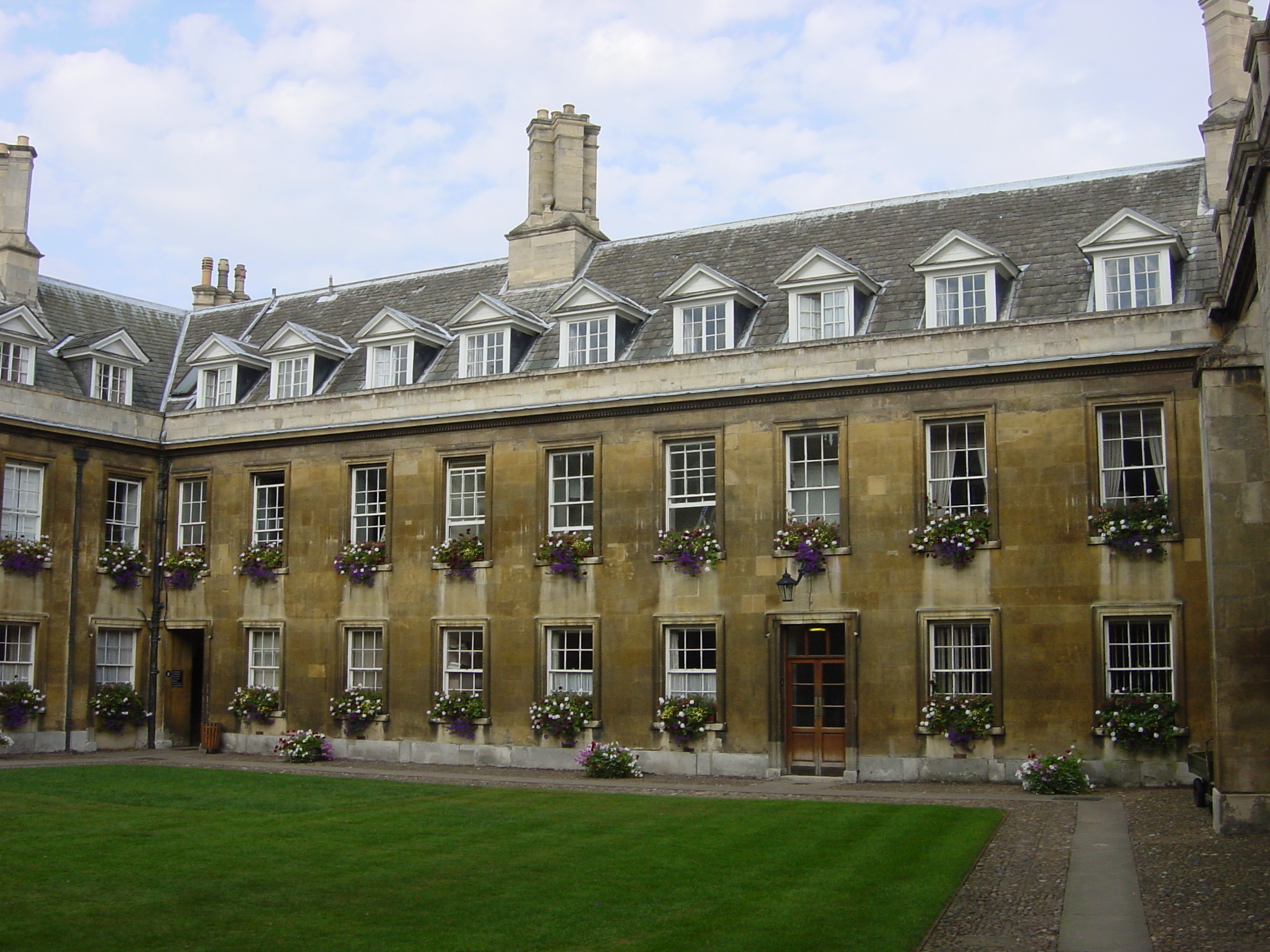
Lato orientale interno della Gonville Court

La Gonville Court, sebbene modificata nel XVIII e nel XIX secolo, è la parte più antica del college. Il lato orientale interno della Gonville Court, di fronte alla Hall, è mostrato a sinistra.

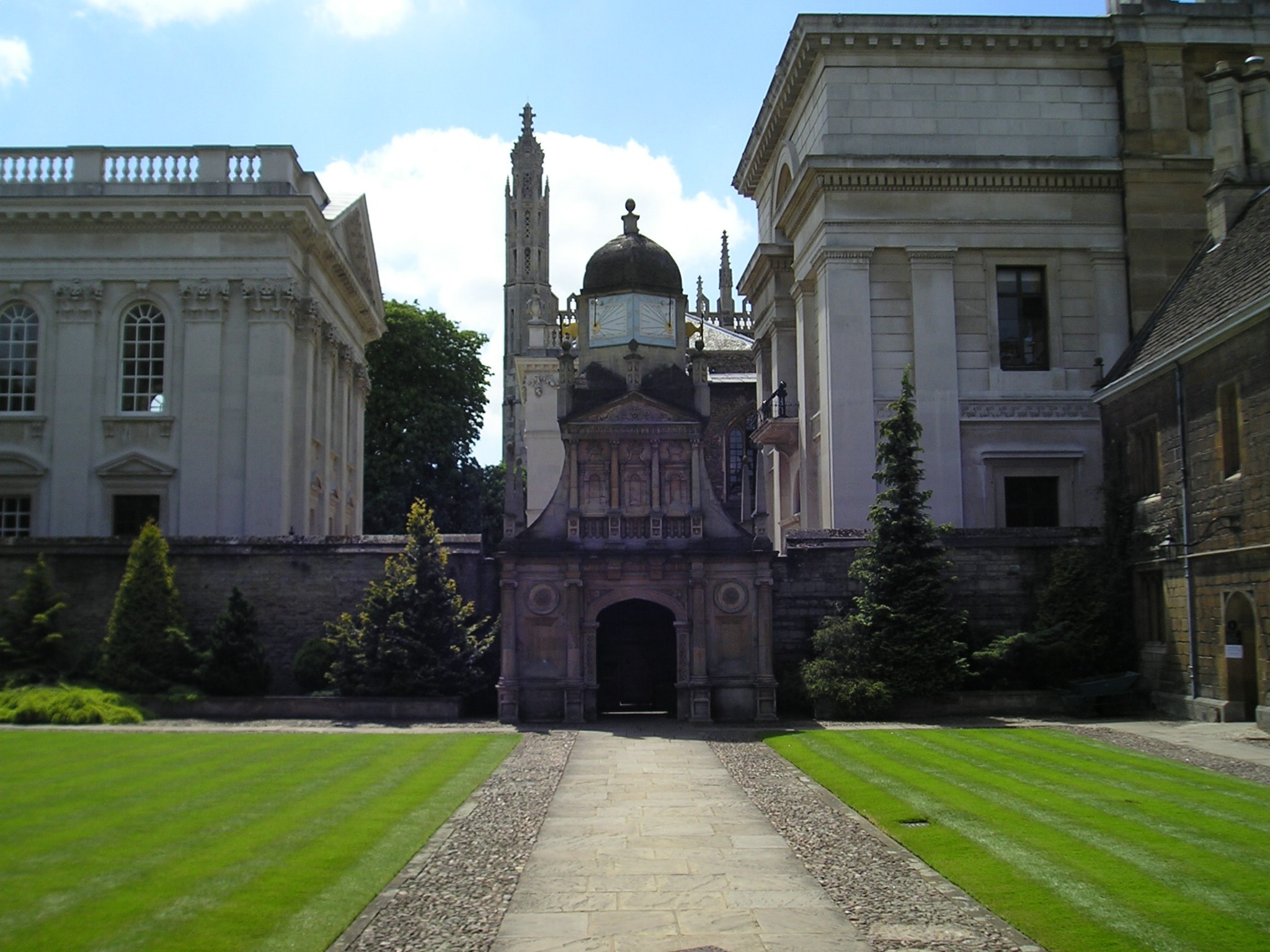
La Gate of Honour

La Porta dell'Onore (Gate of Honour) (a sinistra), sul lato meridionale della Caius Court, sebbene sia la strada più breve dalle Corti Antiche alla biblioteca del college (Cockerell Building, dietro il muro sulla destra), è usata esclusivamente dai fellows e per occasioni speciali come le lauree. La Senate House (a sinistra), così come la cappella del King's College (subito dietro la Porta dell'Onore), sono visibili in fotografia.